# 罗伯特·霍伊特
罗伯特·霍伊特（英語：Robert Hoyt）美国音频工程师。他曾因电影大白鲨获得过1次奥斯卡最佳音响效果奖。

## 部分影视作品
- 大白鲨 (1975)[1]